# Дорога в будущее (книга)
Доро́га в бу́дущее (The Road Ahead) — книга Билла Гейтса, написанная совместно с Натаном Мирволдом (Nathan Myhrvold), вице-президентом Microsoft, и журналистом Питером Райнарсоном (Peter Rinearson). Опубликована в 1995 году; семь недель занимала первое место в списке американских бестселлеров, разошлась тиражом в 2,5 млн экземпляров и впоследствии была издана более чем в 20 странах. На русском языке книга была издана в 1996 году. Книга состоит из предисловия, 12 глав, послесловия и рассчитана на широкий круг читателя.
В 1996 году, когда корпорация Microsoft была переориентирована на интернет-технологии, Билл Гейтс внёс в книгу значительные коррективы. В 1999 году Билл Гейтс опубликовал вторую свою книгу по аналогичной тематике («Бизнес со скоростью мысли»). Гонорар от книги Билл Гейтс передал на финансирование грантов, присуждаемых организацией «National Fundation for Improvement in Education», по информационным технологиям в образовании.

## Содержание
В книге автор раскрывает перед читателем своё видение будущего, рассказывает об основах информатики, развитии мировой компьютерной индустрии, влиянии вычислительной техники на все стороны жизни общества, в том числе на бизнес и образование, даёт оценку прошлому, настоящему и прогнозу на будущее глобальной сети Internet. Он описывает экологически чистое жильё будущего, прообразом которого стал его дом, в который переехал в 1996 году.